# Castillo de Sherborne

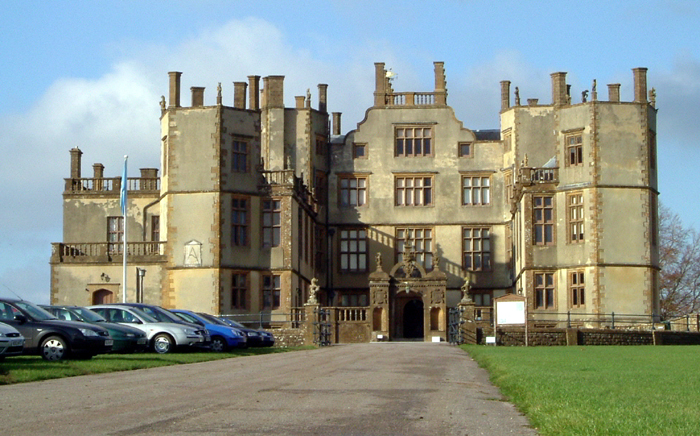
Frente del castillo moderno.

El castillo de Sherborne (en inglés: Sherborne Castle) es una mansión del siglo XVI (período Tudor en Inglaterra) ubicada al sureste de la localidad homónima, en el condado de Dorset. El viejo castillo de Sherborne (Old Sherborne Castle, en la lengua original) es una construcción en ruinas del siglo XII emplazada en los terrenos de la mansión. El parque de 5 km² que rodea la edificación es sólo una pequeña parte de los 61 km² de la finca Digby.
El primer castillo fue construido como el palacio fortificado de Roger de Caen, obispo de Salisbury y Canciller de Inglaterra, y aún pertenecía a la iglesia a finales del siglo XVI. Después de pasar por el lugar en su camino a Plymouth, sir Walter Raleigh quedó cautivado con el edificio y la reina Isabel se lo alquiló en 1592. En vez de renovar la vieja construcción, Raleigh decidió erigir una nueva mansión de cuatro pisos y de forma rectangular, la cual se completó en el año 1594 y fue llamada Sherborne Lodge.
Durante el encarcelamiento de Raleigh en la Torre de Londres, el rey Jacobo I alquiló la finca a Robert Carr y después se la vendió a Sir John Digby, 1.º Conde de Bristol en 1617. En la década de 1620, la familia Digby agregó otras cuatro alas a la mansión respetando un estilo arquitectónico similar al original.
En la Guerra Civil Inglesa, Sherbone se convirtió en una fortificación realista, razón por la cual en 1645 el viejo castillo fue dejado en ruinas por las tropas parlamentaristas del General Fairfax. En aquella época, el nombre de Sherbone Castle era utilizado en referencia a la nueva casa.
A lo largo del principio y mediados del siglo XVIII, William, 5.º Lord Digby, y sus herederos, Edward, 6.º Lord Digby —quien heredó el título en 1752—, y Henry, 7.º Lord, trazaron los jardines actuales, incluyendo un lago en 1753 diseñado por Lancelot Brown que separa ambas construcciones. Las ruinas del castillo más antiguo pueden ser consideradas parte de los jardines, llamando la atención desde el otro lado del lago si son vistas desde la mansión del siglo XVI. El rey Jorge III, visitó la casa en 1789, poco antes de conceder a Henry su título nobiliario. Cuando el último Conde Digby falleció en el siglo XIX, la propiedad pasó a las manos de la familia Wingfield Digby, la cual es dueña de la misma aún en la actualidad. La mansión fue modernizada por el arquitecto Philip Charles Hardwick.
En la Primera Guerra Mundial la casa fue usada por la Cruz Roja como un hospital, y en la Segunda Guerra Mundial como cuartel para los comandos de los desembarcos del Día D.
Los jardines se hallan abiertos al público durante gran parte del año, mientras que la casa, la mayoría de los sábados. La finca es con frecuencia sede de eventos especiales, como conciertos y exhibiciones de fuegos artificiales. El castillo de mayor antigüedad fue comprado por el English Heritage, razón por la cual en la actualidad se encuentra excluido de la finca.